# Доггер (судно)
Доггер (англ. dogger от нидерл. dogge — треска) или догр — историческое название парусных двух- или трёхмачтовых рыболовных судов с гафельным вооружением, которые строились для промысла трески и сельди в Северном море. Происхождение самого названия «доггер» скорее всего связано с районом Доггер-банки, в Голландии и Скандинавии эти суда известны под названием «пинк».
Их появление относят к XIV веку, в настоящее время они перестали применяться. Водоизмещение таких судов достигало 150 тонн, как правило, они несли на себе две мачты — грот и бизань, а своим внешним видом напоминали кеч.